# Eugen Jensen

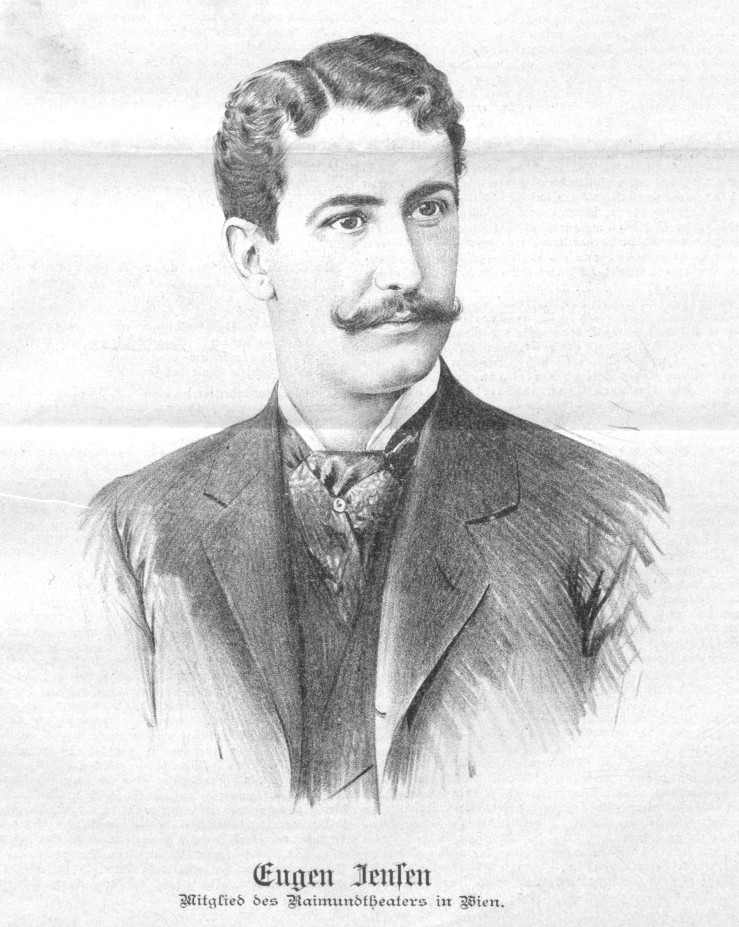
Eugen Jensen (1898)

Eugen Jensen (* 26. Jänner 1871 in Wien; † 23. November 1957 in München; gebürtig Eugen Jacobsen) war ein österreichischer Schauspieler.

## Leben

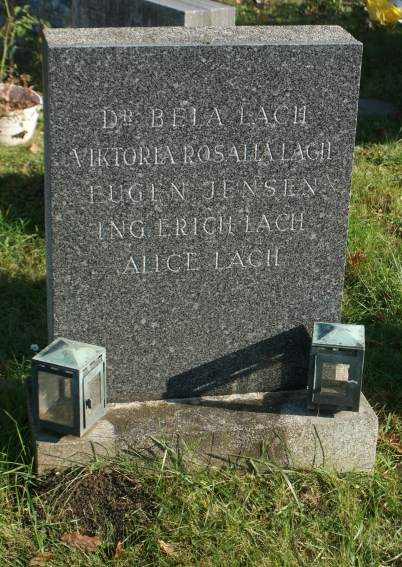
Grabstätte von Eugen Jensen

Der Sohn eines Kaufmanns erhielt seine schauspielerische Ausbildung bei Ludwig Gabillon und trat 1893 sein erstes Engagement am Deutschen Theater von Bukarest an. 1894 trat er in Laibach auf, dann in Olmütz, später auch in Graz und Dresden.
1898 folgte er einem Ruf an das Raimundtheater. Seit 1913 übernahm er Filmrollen. Meist spielte er respektgebietende Persönlichkeiten und trat auch als Baron oder Graf vor die Kamera. In Der Teufelsschlosser (1919) hingegen verkörperte er den Satan. Seine letzte Stummfilmrolle war die des Vaters der von Édith Jéhanne in Georg Wilhelm Pabsts Literaturadaption Die Liebe der Jeanne Ney gespielten Titelfigur. In frühen Tonfilmen agierte Jensen überwiegend in Nebenrollen und überwiegend in Komödie und Unterhaltungsfilmen. Bis in die 1930er Jahre war er zudem auf Tourneen in Rumänien zu sehen.
Nach dem Anschluss Österreichs emigrierte Jensen 1938 in die Schweiz. Er gastierte hier an Bühnen in Bern, Basel und Zürich. Jensen war mit den Schauspielerinnen Rosa Monati und Alice Lach verheiratet.
Jensen ist in der Feuerhalle Simmering (Abt. 1, Ring 3, Gr. 8, Nr. 81) in Wien neben seiner Gattin Alice beigesetzt.

## Filmografie
| - 1913: Der Sterbewalzer - 1914: Das Strumpfband - 1915: Das erste Weib - 1916: Bogdan Stimoff - 1918: Das Geheimnis des Goldpokals - 1918: Die Rache des Fakirs - 1919: Das Grab ihrer Liebe - 1919: Der Teufelsschlosser - 1920: Golgatha - 1920: Wie Satan starb - 1921: Das Haus in der Dragonerstraße - 1921: Im Banne der Kralle - 1921: Das Geheimnis der Santa Maria - 1921: Das grinsende Gesicht - 1921: Der Findling des Glücks - 1922: Die trennende Brücke - 1923: Die Kurtisane von Venedig - 1923: Herrin der Pussta (Das Bildnis) | - 1924: Hotel Potemkin - 1925: Der ungebetene Gast - 1926: Die dritte Eskadron - 1927: Lützows wilde verwegene Jagd - 1927: Der Bettler vom Kölner Dom - 1927: Primanerliebe - 1927: Die Liebe der Jeanne Ney - 1930: Zwei Krawatten - 1931: Die Männer um Lucie - 1931: Die Fledermaus - 1931: Leichtsinnige Jugend - 1931: Der Herzog von Reichstadt - 1932: Goldblondes Mädchen, ich schenk Dir mein Herz - 1932: Der Glückszylinder - 1932: Wehe, wenn er losgelassen - 1933: Abenteuer am Lido - 1933: Tausend für eine Nacht - 1950: Es liegt was in der Luft |